# Harrison (fleuve)
Pour les articles homonymes, voir Harrison.
Le fleuve Harrison est un cours d'eau de la région du Fiordland dans l'Île du Sud de la Nouvelle-Zélande.

## Géographie
Il prend naissance sur le 'mont Alfred', dans la chaîne de Te Hau dans le sud des Alpes du Sud de Nouvelle-Zélande, près du 'mont Mistpeak'. Ses eaux sont issues du glacier Penbrokes ; il s'écoule vers le sud et va se jeter dans le Piopiotali, une crique de Milford Sound, après un trajet de 10 km, parallèle et quelques kilomètres à l'ouest du fleuve Bowen. Il est donc situé à l'ouest du lac Wakatipu, et la ville la plus proche est Queenstown.